# لنز کانن ئی‌اف-اس ۱۸–۲۰۰میلی‌متر
لنز کانن ئی‌اف-اس ۱۸–۲۰۰میلی‌متر (به انگلیسی: Canon EF-S 18–200mm lens) نام لنز دوربین عکاسی از نوع زوم است که توسط شرکت کانن تولید می‌شود. فاصلهٔ کانونی این لنز ۱۸ تا ۲۰۰ میلی‌متر، دیافراگم آن دارای ۶ تیغه و ضریب اف آن اف ۳٫۵ تا ۵٫۶ / اف ۲۲ تا ۳۸ است. این لنز در سال 2008 میلادی تولید و عرضه شده‌است.